# Нутралоаф
Нутралоаф (англ. Nutraloaf, также известный как хлебный рулет, тюремный рулет, дисциплинарный рулет, пищевой рулет, рулет для карцера) — еда, подаваемая в тюрьмах Соединенных Штатов Америки заключенным в качестве наказания за нарушение дисциплины (нападение на других заключенных, охранников тюрьмы и т.д). Ранее данный вид наказания применялся также в Канаде.

## Внешний вид
По текстуре нутралоаф похож на мясной рулет, однако содержит более широкий выбор ингредиентов. Нутралоаф обычно пресный и неприятный, но при этом тюремные надзиратели утверждают, что данное блюдо обеспечивает достаточное количество питательных веществ для поддержания здоровья заключенных, не требуя применения столовых приборов.

## Приготовление
Существует множество рецептов приготовления нутралоафа, которые включают в себя различные продукты, начиная от овощей, фруктов, мяса и хлеба или злаков. Ингредиенты смешиваются и выпекаются в виде плотного батона. В другом варианте его готовят из смеси ингредиентов, включающих говяжий фарш, овощи, фасоль и панировочные сухари. Иные варианты предусматривают механически разделанную птицу и «молочную смесь».

## Критика
Обычно заключенных кормят нутралоафом на протяжении нескольких дней, а иногда и недель. Хотя нутралоаф можно найти во многих пенитенциарных учреждениях Соединенных Штатов, его использование в настоящее время вызывает серьёзные общественные споры. Это было упомянуто Верховным судом США ещё в 1978 году в деле Хатто против Финни, постановив, что условия в пенитенциарной системе Арканзаса представляют собой жестокое наказание. Заключенных кормили грю, описываемым как «вещество, получаемое путем растирания мяса, картофеля, маргарина, сиропа, овощей, яиц и приправ в пасту и запекания смеси на сковороде». Вердикт, вынесенный судьей Джоном Полом Стивенсом, поддержал мнение 8-го окружного суда о том, что диета на грю должна быть прекращена.
Стандарты Американской ассоциации исправительных учреждений, которая аккредитовывает тюрьмы, не поощряют использование продуктов питания в качестве дисциплинарной меры, но соблюдение стандартов питания организации является добровольным.
Отказ заключенным в еде в качестве наказания был признан судами неконституционным, но поскольку нутралоаф, как правило, полноценен по питательным свойствам, его использование иногда оправдывают как «корректировку рациона», а не как отказ в надлежащем питании. Судебные иски в отношении применения нутралоафа были поданы в Иллинойсе, Мэриленде, Небраске, Нью-Йорке, Пенсильвании, Вашингтоне и Западной Вирджинии.
В марте 2008 года заключенные подали коллективный иск в Верховный суд штата Вермонт, утверждая, что, поскольку закон штата не допускает использования пищи в качестве наказания, нутралоаф должен быть исключен из меню тюрем.
Верховный суд штата Вермонт постановил, что диета из нутралоафа и воды представляет собой наказание, поскольку она была разработана так, чтобы быть неаппетитной, и поэтому приказал её отменить.
В апреле 2010 года шериф Джо Арпайо из округа Марикопа, штат Аризона, выиграл федеральное судебное разбирательство в пользу конституционности нутралоафа.
В декабре 2015 года правительство штата Нью-Йорк приняло решение прекратить использование нутралоафа во всех тюрьмах штата.
В деле Гордон против Барнетта окружной суд Западного округа Вашингтона постановил, что, хотя это не было жестоким и необычным, нутралоаф является наказанием и что заключенные имеют право на надлежащее судебное разбирательство, прежде чем подвергаться ему.